# Black Veil Brides (альбом)
| Оценки критиков  | Оценки критиков |
| Источник         | Оценка          |
| ---------------- | --------------- |
| Allmusic         | [ 3 ]           |
| Music Connection | 3/10            |

Black Veil Brides (также известный как Black Veil Brides IV) — одноимённый четвёртый студийный альбом американской рок-группы Black Veil Brides. Выпущен 27 октября 2014 года на лейблах Lava Records и Universal Republic.

## Об альбоме
Альбом несколько отходит от привычного поклонникам стиля, сдвигаясь от глэм-метала в сторону хеви-метала и хард-рока. На песни Heart of Fire и Goodbye Agony были сняты клипы.
От музыкальных критиков альбом получил смешанные, в основном низкие отзывы, отчасти из-за отсутствия каких-либо нововведений в звучании и содержании текстов. Однако он всё же стал относительно коммерчески успешным, попав на 10 место в Billboard 200, на 13 в Канаде и на 17 в Великобритании.

## Список композиций
| №                   | Название               | Автор(ы)                                                 | Длительность |
| ------------------- | ---------------------- | -------------------------------------------------------- | ------------ |
| 1.                  | «Heart of Fire»        | Andy Biersack Justin Cordle Mark Holman Jake Pitts Jinxx | 3:21         |
| 2.                  | «Faithless»            | Biersack Tommy English Nick Long Christian Coma Pitts    | 4:48         |
| 3.                  | «Devil in the Mirror»  | Biersack English Josh Moran Pitts Jinxx                  | 3:30         |
| 4.                  | «Goodbye Agony»        | Biersack Scott Stevens Pitts Jinxx Coma                  | 4:09         |
| 5.                  | «World of Sacrifice»   | Biersack Ashley Purdy Stevens Pitts Jinxx Coma           | 3:30         |
| 6.                  | «Last Rites»           | Biersack Purdy Long Pitts Jinxx Coma                     | 3:33         |
| 7.                  | «Stolen Omen»          | Biersack Pitts Jinxx                                     | 3:48         |
| 8.                  | «Walk Away»            | Biersack Marti Frederiksen Holman Pitts Jinxx            | 5:57         |
| 9.                  | «Drag Me to the Grave» | Biersack Chris Greatti Purdy English Moran Pitts         | 3:45         |
| 10.                 | «The Shattered God»    | Biersack English Steve Aiello Pitts Jinxx                | 4:03         |
| 11.                 | «Crown of Thorns»      | Biersack Holman Pitts Jinxx                              | 3:39         |
| Общая длительность: | Общая длительность:    | Общая длительность:                                      | 44:02        |

| №   | Название        | Длительность |
| --- | --------------- | ------------ |
| 12. | «Sons of Night» | 3:34         |

## Участники записи
- Энди Бирсак — вокал
- Джейк Питтс — лид-гитара
- Джереми 'Jinxx' Фергюсон — ритм-гитара, бэк-вокал, скрипка
- Эшли Перди — бас-гитара, бэк-вокал
- Кристиан 'CC' Кома — ударные
- Боб Рок — продюсирование, микширование

## Чарты
| Чарт (2014)                    | Высшая Позиция |
| ------------------------------ | -------------- |
| Австралия (ARIA)               | 23             |
| Австрия (Ö3 Austria)           | 48             |
| Бельгия/Фландрия (Ultratop)    | 104            |
| Канада (Canadian Albums Chart) | 13             |
| Нидерланды (Album Top 100)     | 82             |
| Германия (Offizielle Top 100)  | 75             |
| США (Billboard 200)            | 10             |